# 孫建
孫 建（そん けん、? - 15年）は、中国の前漢末期から新代にかけての武将。字は子夏。

## 事跡

### 前漢での事跡
| 姓名         | 孫建 |
| 時代         | 前漢時代 - 新代 |
| 生没年       | 生年不詳 - 15年（天鳳2年） |
| 字・別号     | 子夏（字） |
| 出身地       | 〔不詳〕 |
| 職官         | 護軍都尉〔前漢〕→執金吾〔前漢〕 →右将軍〔前漢〕 →左将軍兼光禄勲〔前漢〕 →西域都護〔前漢〕→強弩将軍〔前漢〕 →軽車将軍〔前漢〕→奮武将軍〔前漢〕 →立国将軍〔新〕 |
| 爵位・号等   | 成武侯〔前漢〕→成新公〔新〕 |
| 陣営・所属等 | 哀帝→平帝→孺子嬰→王莽 |
| 家族・一族   | 〔不詳〕 |

『漢書』で王莽の「爪牙」（腹心の武人の意）と記載されている武将である。しかし、単なる王莽個人の配下にはとどまらず、前漢末期から新代にかけて、王朝を支える武の重鎮として戦績を残した。
元寿2年（紀元前1年）1月、護軍都尉孫建は執金吾に就任し、同年3月に異動させられる。同年6月、孫建は右将軍に就任し、元始2年（2年）には左将軍兼光禄勲に就任する。
元始年間に、烏孫国の昆弥（烏孫の君主の号）を支援するため、西域都護孫建は、烏孫国の有力者で昆弥に反逆していた卑爰疐を襲撃して殺害した。元始5年（5年）閏月、孫建は、強弩将軍に在った際の「折衝之威」を評価され、成武侯に封じられた。
居摂年間に、王莽が遊侠・豪傑の士をことごとく殺害しようとし、西河の漕中叔という人物を指名手配したものの逮捕できずにいた。王莽は、漕中叔が孫建と親しかったことから、孫建を疑い、直に詰問を行う。しかし孫建は「漕中叔を殺すならば、代わりに私を殺してください」と言ったため、王莽もこれ以上問い詰めることができず、結局、漕中叔も発見できなかった。
居摂2年（7年）9月、東郡太守翟義が王莽打倒に蜂起すると、軽車将軍・成武侯となっていた孫建は奮武将軍に任命され、虎牙将軍王邑・強弩将軍王駿ら他の6人の将軍と共に翟義討伐に向かった。同年12月、孫建・王邑らは、圉（陳留郡）で翟義軍を殲滅し、翟義を捕えて処刑した。

### 新での事跡
始建国元年（9年）、王莽が新を創建するとともに、孫建は成新公に封じられ、立国将軍となった。これにより、甄豊・王興・王盛とともに、四将の一人となっている。
始建国2年（10年）11月、孫建は成帝の子の劉子輿を称する男に遭遇し、その男（武仲）を逮捕した。12月、匈奴単于を「降奴服于」の蔑称に改めた王莽の命により、孫建は12人の将軍を率いて、五路から匈奴を攻撃した。
天鳳2年（15年）、孫建は立国将軍の地位にあったまま死去した。